# Plage Manbia
La plage Manbia, parfois orthographiée Mambia est une plage de sable ocre située au nord de Sainte-Rose, en Guadeloupe.

## Description
La plage Manbia, longue de 200 m, se situe au sud de Sainte-Rose, après la plage de la Ramée entre la Pointe du Trou à Meynal et la Pointe Madame. Il s'agit de la première plage touristique en venant de Lamentin.
Plage familiale comportant plusieurs carbets, abritée dans une anse, elle est ombragée et la mer y est moins agitée qu'aux plages suivantes telles que Clugny, La Perle ou Rifflet.
Elle est le départ d'un randonnée pédestre qui, en suivant la côte, mène jusqu'à Deshaies.

## Histoire
Des fouilles archéologiques ont démontré que la plage et ses alentours étaient un lieu de vie précolombien.

## Galerie

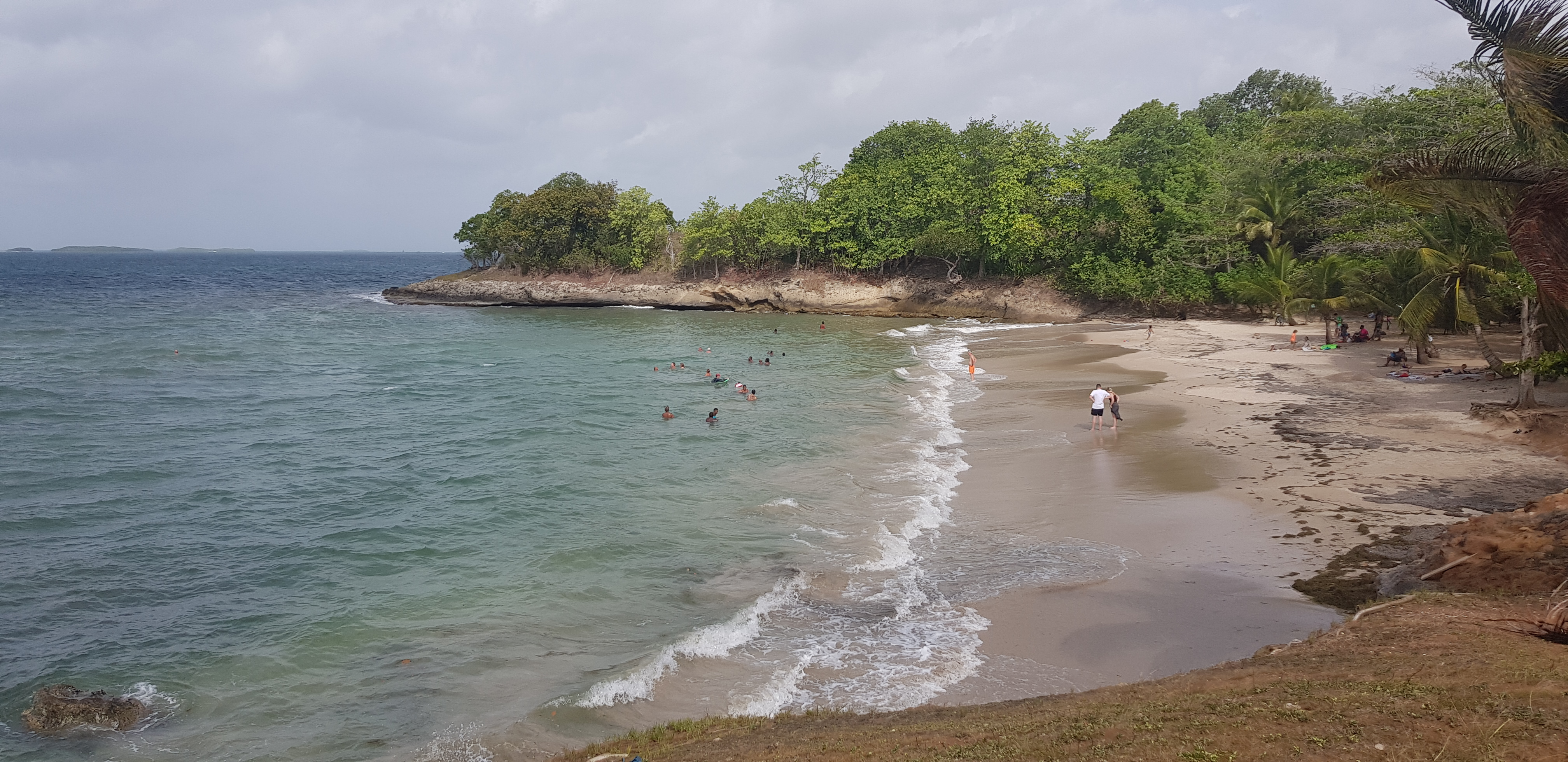
Plage Manbia
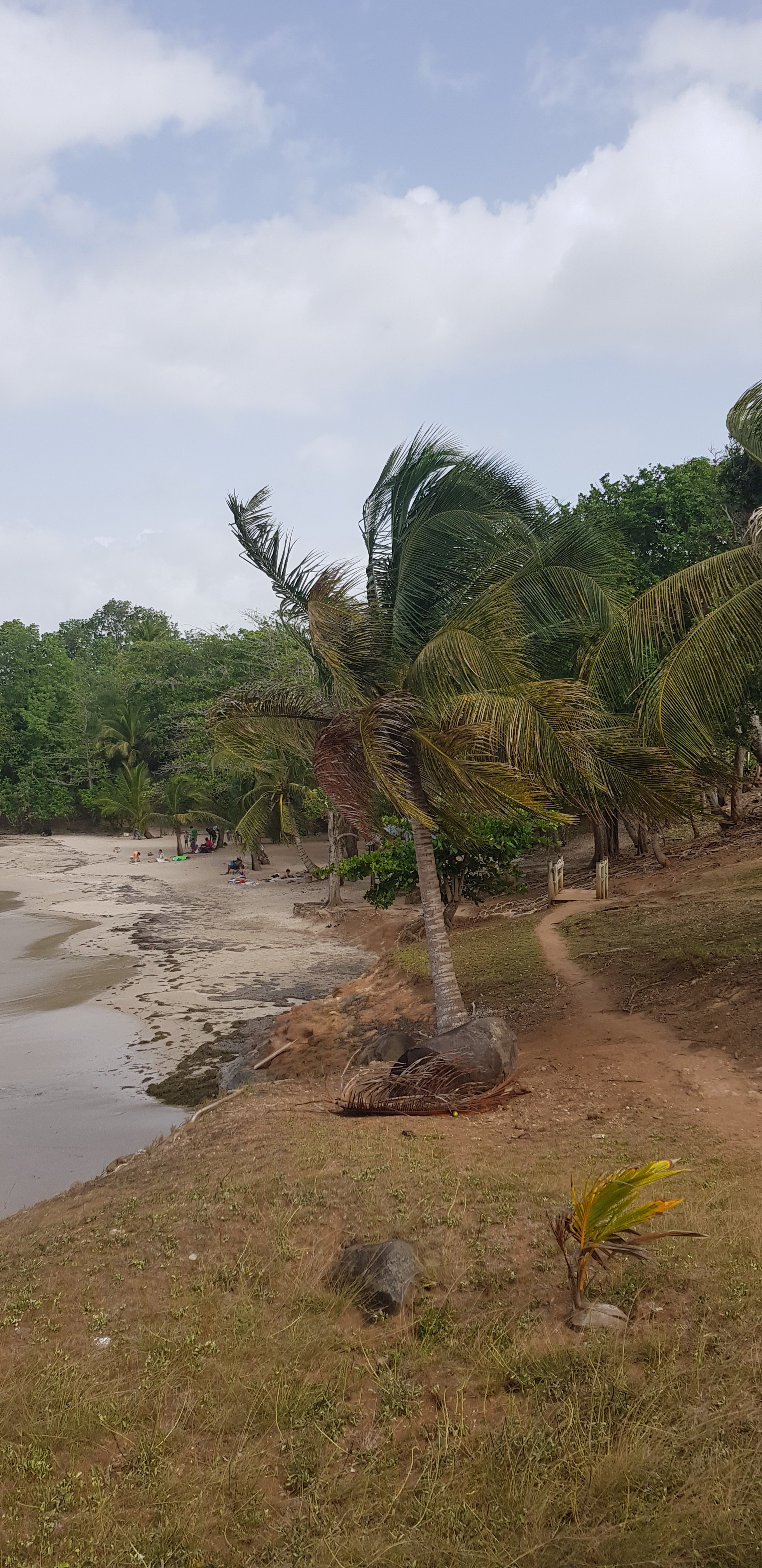
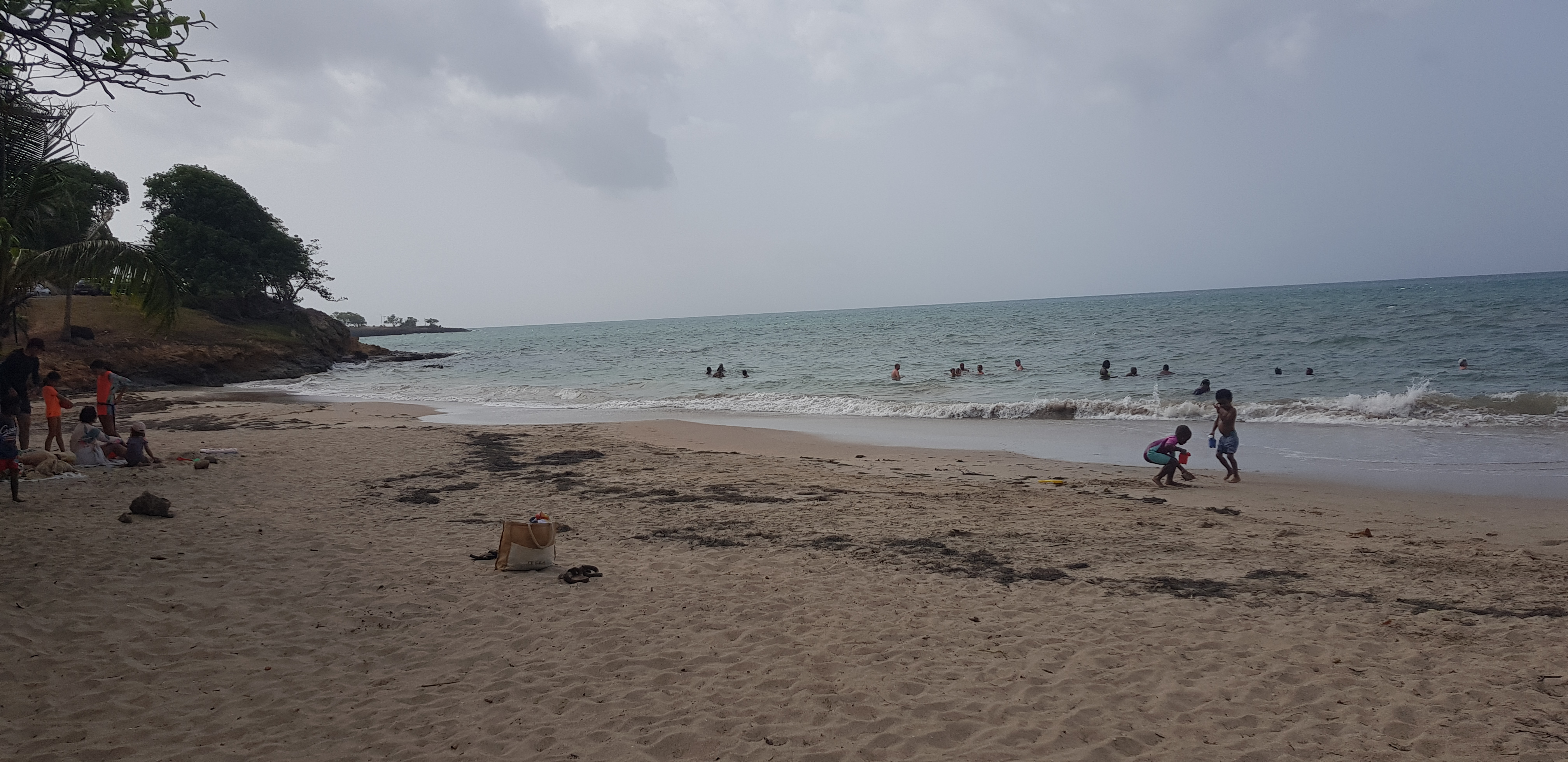
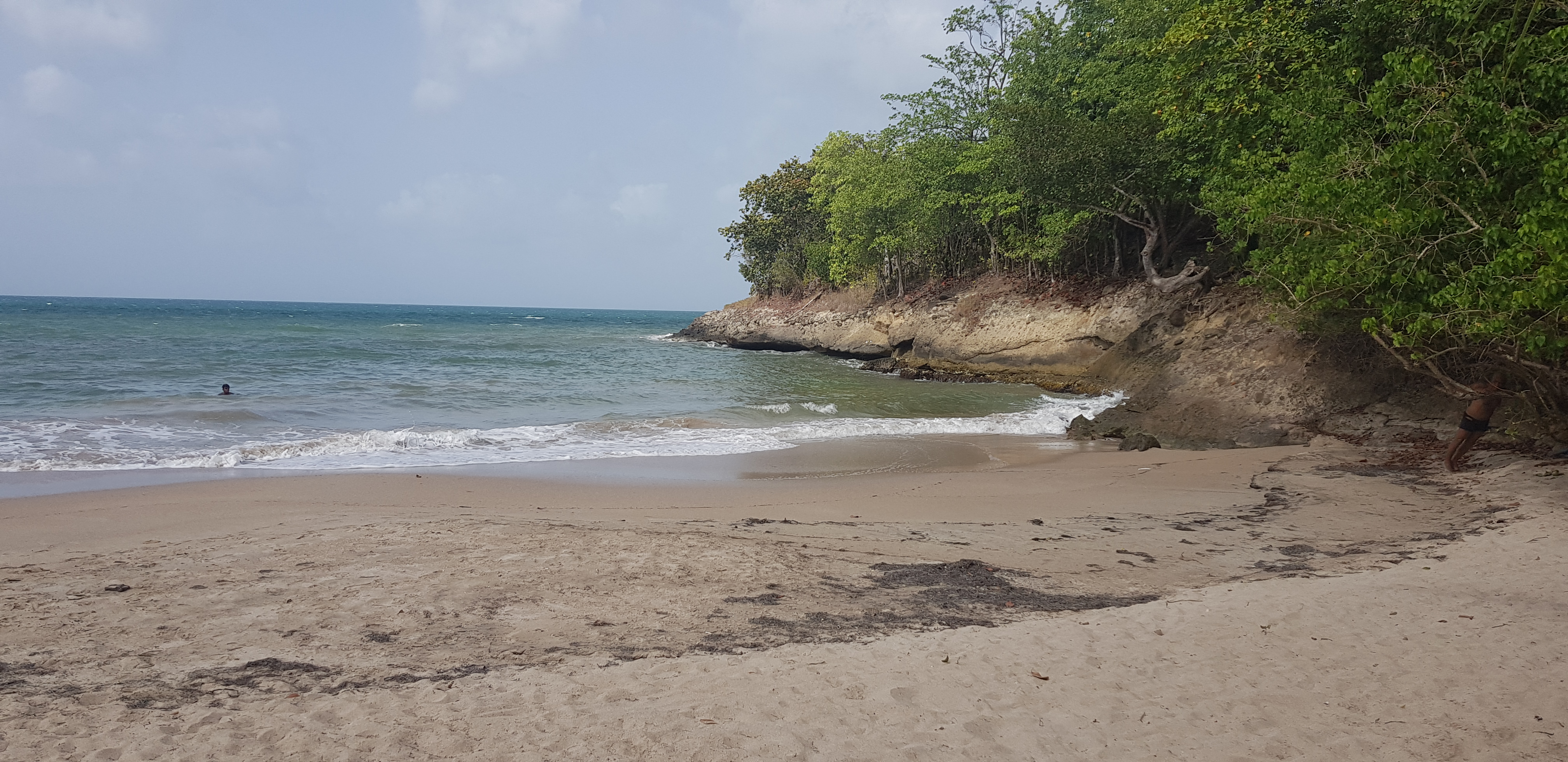
Plage Manbia et Pointe du Trou à Meynal